# Yemi Amodu
Yemi Amodu es un actor, escritor, dramaturgo, director y productor nigeriano. Ha sido premiado en diversas categorías, incluidas: Mejor Director, Mejor Película Indígena y Mejor Película Épica del año, entre otras.

## Biografía
Amodu nació el 8 de agosto de 1968 en Oyo, Nigeria.
Comenzó como actor, poeta y baterista en 1983 cuando aún estaba en la escuela secundaria. Obtuvo una licenciatura en dirección del Departamento de Artes Escénicas de la Universidad Olabisi Onabanjo.
Trabajó para su alma mater, enseñando Producción Cinematográfica y es el director de investigación y documentación de la Asociación de Profesionales de las Artes Teatrales y Cinematográficas de Nigeria.

## Filmografía seleccionada
- Folashade
- Okiki
- Campus Girl
- Obinrin Ale
- Matuwo
- Asoko peye 2
- Obiri Oloja
- Alábàtà
- Ojo Oganjo
- Lánléyìn
- Òwú ìyá
- Erù elérù
- Ògédé Didùn
- Afonja
- Ladepo Omo Adanwo
- Shadow Parties[7][8]